# جاك سبتيك آي
شون وليام مكلوغلين المعروف بـ جاك سبتيك آي (بالإنجليزية: Jacksepticeye)‏ هو يوتيوبر إيرلندي ولد بتاريخ 7 فبراير 1990, تعد قناته أحد ابرز وأكبر القنوات في اليوتيوب.

## حياته الشخصية
ولد في مقاطعة أوفالي ويعيش حاليا في برايتون, قناته هي أحد أكبر القنوات في اليوتيوب وعدد مشتركيها حتى كتابة هذه السطور هو قرابة 26 مليون مشترك.

## وصلات خارجية
جاك سبتيك آي على موقع IMDb (الإنجليزية)
- جاك سبتيك آي على موقع ميوزك برينز (الإنجليزية)
- جاك سبتيك آي على موقع قاعدة بيانات الفيلم (الإنجليزية)